# 联合进步联盟
联合进步联盟（英語：United Progressive Alliance，缩写为UPA）是2004年印度大選後形成的中間派和中間偏左政黨的印度政黨聯盟。
该联盟最大的成員黨是印度國民大會黨，其全国主席桑妮雅·甘地也是该联盟的主席。

## 歷史
2014年印度大選，印度国民大会党慘敗，联合进步联盟失去執政權。
2023年7月18日，该联盟解散，被印度國家發展包容性聯盟取代。